# Cheimas
Cheimas är ett släkte av fjärilar. Cheimas ingår i familjen praktfjärilar.
Kladogram enligt Catalogue of Life:
| Cheimas | \| \| Cheimas opalinus \| \| \| \| \| \| Cheimas spoliatus \| \| \| \| |
|         | \| \| Cheimas opalinus \| \| \| \| \| \| Cheimas spoliatus \| \| \| \| |
|         | Cheimas opalinus                                                       |
|         |                                                                        |
|         | Cheimas spoliatus                                                      |
|         |                                                                        |